# Fenylsalicylaat
Fenylsalicylaat of salol is de ester van fenol en salicylzuur (2-hydroxybenzoëzuur). Het is een witte, kristallijne vaste stof, die bijna niet oplosbaar is in water, maar wel oplost in ethanol. Het is in de handel verkrijgbaar onder de merknaam Salol.

## Synthese
Fenylsalicylaat kan eenvoudigweg bereid worden door de verestering van fenol met salicylzuur, onder invloed van zwavelzuur als katalysator.

## Toepassingen
Fenylsalicylaat is een UV-stabilisator in plastics en wordt gebruikt bij de fabricage van kunststoffen, lakken, kleefstoffen en vernissen. In het verleden werd het ook toegevoegd aan zonnebrandcrème en -olie.
Het werd of wordt, analoog aan salicylzuur, gebruikt als pijnstiller, ontstekingsremmer en koortsverlagend middel.
Fenylsalicylaat is voorgesteld als acaricide ter bestrijding van huismijt.
In het onderwijs wordt fenylsalicylaat gebruikt om het mechanisme van kristallisatie te illustreren.